# Cynoglossum imeretinum
Cynoglossum imeretinum är en strävbladig växtart som beskrevs av Kusnezow. Cynoglossum imeretinum ingår i släktet hundtungor, och familjen strävbladiga växter. Inga underarter finns listade i Catalogue of Life.